# Interuniversitair Instituut voor Kernwetenschappen
Het Interuniversitair Instituut voor Kernwetenschappen, afgekort IIKW (Frans: Institut interuniversitaire des sciences nucléaires - IISN), is een stichting van openbaar nut in Brussel die het fundamenteel onderzoek in de nucleaire wetenschappen in België ondersteunt.

## Geschiedenis
Tijdens de Tweede Wereldoorlog leverde Union Minière Congolees uranium aan de Verenigde Staten, wat resulteerde in het geheime Uraniumakkoord van 1944. Omdat dit België uitzicht gaf op nucleaire technologie, stelde de regering Frans van den Dungen aan het hoofd van een commissie die de mogelijkheden voor kernenergie moest bestuderen. Uit de twee alternatieven die de commissie naar voren schoof, werd gekozen voor het ondersteunen en doen samenwerken van bestaande universitaire laboratoria. Dit leidde in 1947 tot de oprichting van het Interuniversitair Instituut voor Kernfysica (IIKF), geleid door Jean Willems en Marc de Hemptinne. Naast fundamenteel onderzoek steunde dit instituut ook toepassingsgericht onderzoek. 
In 1951 kwam daar verandering in. Het Interuniversitair Instituut voor Kernfysica werd vervangen door het Interuniversitair Instituut voor Kernwetenschappen en het toegepast onderzoek werd afgesplitst naar het in 1952 opgerichte Studiecentrum voor de Toepassingen van Kernenergie. Het IIKW betaalde een aantal voltijdse onderzoekers (10 in 1947, 34 in 1951 en 130 in 1959), naast technisch personeel. Aan het IIKW verbonden wetenschappers waren Marc de Hemptinne, Frans van den Dungen, Maurice Nuyens, Sévérin Amélinckx, Carl Grosjean en Robert Antoine Mertens.
De instelling deelde bestuursleden en lokalen met het Nationaal Fonds voor Wetenschappelijk Onderzoek. Ook de rectoren van de vier Belgische universiteiten, van de Faculté polytechnique de Mons en van de Koninklijke Militaire School zetelden in het bestuur. De financiering was afkomstig van het Ministerie van Openbaar Onderwijs en vanaf 1952 van het Commissariaat voor de Atoomenergie. Sinds 1965 ontvangt het IIKW een toelage van het federale Ministerie voor Economische Zaken en Energie. 